# Élections législatives de 2012 en république du Congo
Les élections législatives de 2012 en République du Congo se sont déroulées le 15 juillet 2012 pour le premier tour, et le 5 août 2012 pour le second tour,,,.
Lors du premier tour, le vote est ajourné dans trois circonscriptions de Brazzaville (Ouenzé 1, Talangaï 1 et 2) et reporté à  Vindza (département du Pool). Ainsi le 15 juillet, 135 des 139 sièges de l'Assemblée nationale sont à pourvoir sur les 139 députés de la 13e législature. 
Avec 89 élus, le PCT (Parti congolais du travail) obtient la majorité absolue.

## Résultats
| Parti                                                               | Sièges   | +/- |
| ------------------------------------------------------------------- | -------- | --- |
| Parti congolais du travail                                          | 89 / 139 | +43 |
| Mouvement congolais pour la démocratie et le développement intégral | 7 / 139  | -4  |
| Union panafricaine pour la démocratie sociale                       | 7 / 139  | -4  |
| Autres partis alliés avec le PCT                                    | 9 / 139  | –   |
| Indépendants alliés avec le PCT                                     | 12 / 139 | –   |
| Autres partis de l'opposition                                       | 12 / 139 | –   |
| Vacants                                                             | 3 / 139  | –   |
| Total                                                               | 139      | +2  |